# Fannia femoralis
Fannia femoralis is een vliegensoort uit de familie van de Fanniidae. De wetenschappelijke naam van de soort is voor het eerst geldig gepubliceerd in 1898 door Stein.